# Episodi di Fairy Tail (prima stagione)
La prima stagione di Fairy Tail, serie televisiva anime prodotta da A-1 Pictures, Satelight e TV Tokyo, diretta da Shinji Ishihira e tratta dall'omonimo manga di Hiro Mashima, è composta di 48 episodi che corrispondono ai primi 128 capitoli del manga. Essi mostrano le avventure dei membri di Fairy Tail dal momento in cui Lucy Heartphilia incontra Natsu Dragonil e Happy al porto di Hargeon e si unisce alla gilda. Gli episodi mostrano le vicende della gilda oscura Eisenwald intenzionata a usare il flauto Lullaby; la missione di Classe S sull'Isola di Galuna; la guerra contro la gilda Phantom Lord; le vicende alla Torre del Paradiso fino alla battaglia interna alla gilda contro Luxus Dreyar, intenzionato a rivoluzionare la gilda comandata dal nonno.
Gli episodi sono stati trasmessi in Giappone su TV Tokyo dal 12 ottobre 2009 al 27 settembre 2010, a cadenza settimanale ogni sabato. In Italia la stagione è andata in onda dall'11 gennaio al 15 marzo 2016 su Rai 4 dal lunedì al venerdì. I primi quattro episodi della serie sono stati trasmessi in anteprima il 6 gennaio 2016 dalle 14.45.
La stagione utilizza quattro sigle di apertura: Snow Fairy dei FUNKIST (episodi 1-11), S.O.W. Sense of Wonder (S.O.W.センスオブワンダー?) delle Idoling!! (episodi 12-24), ft. dei FUNKIST (episodi 25-35) e R.P.G. ~Rockin' Playing Game di SuG (episodi 36-48), e quattro sigle di chiusura: Kanpeki gu~no ne (完璧ぐ～のね?) di Watarirouka Hashiri Tai (episodi 1-11), Tsuioku Merry-Go-Round (追憶メリーゴーランド?) di onelifecrew (episodi 12-24), Gomen ne. watashi (ごめんね。私?) di Shiho Nanba (episodi 25-35) e Kimi ga iru kara (君がいるから?) di Mikuni Shimokawa (episodi 36-48). L'edizione televisiva italiana usa come sigle Non dirmi addio dei Raggi Fotonici per l'apertura e Quotidianamente stregata da te dei Raggi Fotonici per la chiusura.

## Lista episodi
| Nº | Titolo italiano Giapponese 「Kanji」 - Rōmaji | In onda           | In onda          |
| Nº | Titolo italiano Giapponese 「Kanji」 - Rōmaji | Giapponese        | Italiano         |
| 1  | Fairy Tail 「妖精の尻尾」 - FEARĪ Teiru | 12 ottobre 2009   | 6 gennaio 2016   |
| 1  | Due membri di Fairy Tail, Natsu Dragonil e il suo compagno Happy arrivano ad Harujion in cerca di un drago di nome Igneel. Qui salvano una maga degli spiriti stellari, Lucy Heartphilia, dalle trame del mago di fuoco Bora. Dato che la giovane è determinata a entrare a Fairy Tail, Natsu e Happy la invitano a seguirli per diventare loro compagna di gilda. |                   |                  |
| 2  | Arrivo a Fairy Tail 「火竜と猿と牛」 - Karyuu to saru to ushi | 19 ottobre 2009   | 6 gennaio 2016   |
| 2  | Lucy Heartphilia entra a far parte della gilda Fairy Tail con l'aiuto dei suoi nuovi amici Natsu Dragonil e Happy. Partono quindi alla volta del Monte Hakobe per cercare e recuperare un mago disperso di Fairy Tail, Macao Conbolt, e riportarlo indietro da suo figlio, Romeo. |                   |                  |
| 3  | Lucy contro il duca 「潜入せよ!!エバルー屋敷!!」 - Sen'nyū sa yo!! Ebarū yashiki!! | 26 ottobre 2009   | 6 gennaio 2016   |
| 3  | Natsu Dragonil e Happy decidono di formare ufficialmente un team insieme a Lucy Heartphilia. Insieme, i tre membri di Fairy Tail prendono in incarico un lavoro con una ricompensa da 2 milioni di Jewel. Il lavoro prevede la distruzione del libro Daybreak, scritto dal padre del cliente, Kaby Melon, e custodito nella villa del duca Ebaloo. Dopo un tentativo fallito di far infiltrare Lucy come cameriera, il team Natsu s'introduce nella tenuta di Ebaloo per rubare il libro, ma vengono fermati dal duca stesso e dai Vanish Brothers. |                   |                  |
| 4  | Dear Kaby 「親愛なるカービぃへ」 - Shin'ai naru Kābi e | 2 novembre 2009   | 6 gennaio 2016   |
| 4  | Lucy riesce a battere Ebaloo grazie ai suoi spiriti stellari, mentre Natsu mette fuori combattimento i Vanish Brothers. Riportano quindi "DAYBREAK" a Kaby Melon, occasione in cui Lucy scopre e rivela la verità celata dietro il libro: il libro dedica per Ebaloo nasconde in realtà un messaggio d'affetto per il figlio e il suo vero titolo è "Dear Kaby". Melon decide quindi di non far più distruggere il libro e i maghi di Fairy Tail tornano alla gilda senza ricompensa, in quanto l'incarico non è stato svolto. Sulla via del ritorno incontrano Gray Fullbuster e lo assistono in un breve combattimento contro alcuni maghi di una gilda oscura. |                   |                  |
| 5  | Il mago con l'armatura 「鎧の魔導士」 - Yoroi no madōshi | 9 novembre 2009   | 14 gennaio 2016  |
| 5  | Elsa Scarlett, una tra i maghi più forti di Fairy Tail, ha appena fatto ritorno a Magnolia e chiede a Natsu, Gray e Lucy di aiutarla in una missione per fermare la gilda oscura Eisenwald dall'utilizzo di Lullaby — un flauto demoniaco che ha il potere di uccidere chiunque ascolti la sua musica — per uno sconosciuto piano di assassinio. |                   |                  |
| 6  | Fate nel vento 「妖精たちは風の中」 - Yousei tachi ha kaze no naka | 16 novembre 2009  | 15 gennaio 2016  |
| 6  | Il gruppo si dirige presso una stazione ferroviaria assediata dalla gilda oscura Eisenwald per poterli affrontare e impedire l'uso di Lullaby. Tuttavia lo scontro si rivela essere una trappola per permettere ad Eligoar, master di Eisenwald, si dirigersi a Clover per uccidere i master delle gilde legali lì riuniti per un raduno con il flauto malefico. |                   |                  |
| 7  | La fiamma e il vento 「炎と風」 - Honoo to kaze | 23 novembre 2009  | 18 gennaio 2016  |
| 7  | Natsu sconfigge un membro di Eisenwald, Kageyama. Elsa spera che possa aiutarli a sfuggire dalla trappolastazione, ma Kageyama viene ferito gravemente da un altro dei membri di Eisenwald per metterlo a tacere. Happy allora rivela di essere riuscito a rubare la chiave dello Spirito Celeste Virgo ad Ebaloo, permettendo a Lucy di evocarla e usare il suo potere per uscire dalla stazione insieme a Kageyama. Nel frattempo, Natsu rintraccia e combatte contro Eligoar, impedendogli di raggiungere Clover. |                   |                  |
| 8  | Il team più forte! 「最強チーム!!!」 - Saikyou chiimu!!! | 30 novembre 2009  | 19 gennaio 2016  |
| 8  | Natsu sconfigge Eligoar, ma Kageyama ruba il Lullaby e fugge verso Clover per attuare il piano e uccidere i master. In seguito cambia idea e si arrende dopo aver parlato con Makarov Dreyar, master di Fairy Tail. Tuttavia il demone sigillato nel flauto si risveglia e cerca personalmente di portare a termine il piano di Eisenwald, ma viene sconfitto dalla potenza congiunta di Natsu, Gray e Elsa. |                   |                  |
| 9  | Il quadrato magico 「ナツ、村を食う」 - Natsu, mura o kuu | 7 dicembre 2009   | 20 gennaio 2016  |
| 9  | Mentre tornano a casa da Clover, il gruppo si imbatte in una città completamente priva di abitanti. La loro presenza però attiva un incantesimo che trasforma l'intera città in un enorme mostro. Makarov annulla quindi l'incantesimo e libera i cittadini che erano rimasti intrappolati all'interno del mostro. |                   |                  |
| 10 | Natsu contro Elsa 「ナツVSエルザ」 - Natsu vs. Eruza | 14 dicembre 2009  | 21 gennaio 2016  |
| 10 | Natsu decide di sfidare Elsa per stabilire chi sia il più forte tra loro. La sfida viene tuttavia interrotta dall'arresto della maga da parte del concilio, con l'accusa di aver provocato numerosi danni durante la battaglia contro Eisenwald. Natsu prova a salvarla, ma scopre che l'arresto era soltanto una formalità e che Elsa sarebbe stata rilasciata subito. In seguito al rilascio, la battaglia ricomincia e Elsa lo sconfigge rapidamente. Determinato a dimostrare a tutti i costi la sua forza, Natsu decide di intraprendere con Happy una missione di classe S contro il volere del Master. Convince quindi Lucy a partire con loro dopo aver scoperto che una parte della ricompensa consiste in una chiave d'oro degli spiriti stellari. |                   |                  |
| 11 | L'isola di Galuna 「呪われた島」 - Norowareta shima | 21 dicembre 2009  | 22 gennaio 2016  |
| 11 | Una squadra composta da Natsu, Lucy e Happy, alla quale si aggiunge poi Gray che cerca inutilmente di riportarli alla gilda, s'imbarca per una missione di classe S senza ottenere il permesso dal master Makarov. L'obiettivo della missione è quello di liberare gli abitanti dell'isola di Galuna dalla maledizione che li affligge e li rende demoni durante la notte. Esplorando l'isola, il gruppo scopre la presenza di un antico tempio con rovine sotterranee annesse, le quali celano la presenza di una prigione di ghiaccio dove è rinchiuso un demone, Deliora. |                   |                  |
| 12 | Gocce di luna 「月の雫」 - MŪN DORIPPU | 4 gennaio 2010    | 25 gennaio 2016  |
| 12 | Gray incontra il suo vecchio compagno e rivale Leon Bastia, affiancato da una setta di maghi composta da Yuka Suzuki, Toby Horhorta e Sherry Blendy. Il suo obiettivo è risvegliare Deliora attraverso il Moon Drip, per poterlo sconfiggere definitivamente con le proprie forze. In passato, il demone fu sconfitto in passato dalla loro maestra Ur, sacrificando la propria vita per imprigionarlo in un enorme blocco di ghiaccio magico. |                   |                  |
| 13 | Natsu contro Yuka l'Ondulante 「ナツVS.波動のユウカ」 - Natsu vs. hadō no Yūka | 11 gennaio 2010   | 26 gennaio 2016  |
| 13 | Gray si scontra con Leon, ma rimane ferito e viene riportato al villaggio dell'isola da Natsu. Il mago di fuoco si scontra con Yuka e Toby per salvare gli abitanti, mentre Lucy ingaggia una battaglia contro Sherry. |                   |                  |
| 14 | Fa' quello che è giusto 「勝手にしやがれ!!」 - Katte ni shiyagare!! | 18 gennaio 2010   | 27 gennaio 2016  |
| 14 | Lucy riesce a battere Sherry, quando Elsa arriva sull'isola di Galuna e la salva dall'attacco della nemica Angelica. Noncurante di quanto sta accadendo sull'isola, la maga di classe S cattura Lucy e Happy con l'intenzione di riportare poi l'intero gruppo alla gilda, in modo che possano essere puniti per aver violato le regole. Gray si rifiuta di obbedire agli ordini di Elsa per la prima volta, spiegando che farà ritorno soltanto dopo aver fermato il piano di Leon, consapevole della punizione che lo attende. Elsa accetta le sue ragioni e li lascia liberi per poter ritrovare Natsu, il quale trova Leon e ingaggia uno scontro contro di lui. |                   |                  |
| 15 | Magia eterna 「永遠の魔法」 - Eien no mahō | 25 gennaio 2010   | 28 gennaio 2016  |
| 15 | Gray racconta ai propri compagni come ha conosciuto Ur e Leon. Dieci anni prima, Deliora devastò la sua città e ucciso la sua famiglia. In cerca di vendetta, Gray chiede a Ur di insegnargli a usare la magia per poterlo sconfiggere. Insieme all'altro allievo Leon, apprende quindi l'utilizzo della magia della creazione. In seguito, Deliora incrocia le loro strade nuovamente, ma data la sua grande forza Ur decide di usare la magia Iced Shell per proteggere i suoi allievi, con il quale usa il proprio corpo per congelare e imprigionare Deliora. Nel presente, Gray irrompe nel tempio e si prepara ad utilizzare l'Iced Shell contro il suo ex compagno. |                   |                  |
| 16 | L'ultima battaglia sull'isola di Galuna 「ガル ナ島 最終決戦」 - Garuna-tō saishū kessen | 1º febbraio 2010  | 29 gennaio 2016  |
| 16 | Natsu impedisce a Gray di usare l'Iced Shell, facendogli capire che il suo sacrificio farebbe soltanto soffrire coloro che gli vogliono bene. Gray si scontra con Leon vincendo, ma ciò non ferma il Moon Drip e Deliora inizia a risvegliarsi. Natsu si scontra con un altro seguace di Leon, Zalty, il quale ha il potere di manipolare il tempo degli oggetti. |                   |                  |
| 17 | BURST 「BURST」 - BURST | 8 febbraio 2010   | 1º febbraio 2016 |
| 17 | Natsu e Gray cercano di fermare Deliora, solo per scoprire che in questi dieci anni Ur era riuscita a prosciugare le sue energie attraverso il ghiaccio e causando la morte di Deliora poco dopo essere tornato in vita. Zalty si ritira, mentre ritornando al villaggio i maghi di Fairy Tail scoprono che la maledizione non si è ancora rotta. Gli abitanti credono ancora che sia necessario distruggere la Luna per poterla dissolvere ed Elsa decide di accontentarli. |                   |                  |
| 18 | Raggiungi il cielo 「届け あの空に」 - Todoke, ano sora ni | 15 febbraio 2010  | 2 febbraio 2016  |
| 18 | Con l'aiuto di Natsu, Elsa scaglia una lancia di una delle sue numerose armature in direzione della Luna. L'azione congiunta dei due maghi rompe una barriera magica creata dal Moon Drip che copriva l'intera isola e faceva apparire il cielo notturno colorato di porpora. Gli abitanti scoprono di essere realmente dei demoni e che l'effetto della barriera aveva invece cancellato la loro memoria facendogli credere di essere umani. Segue quindi una grande festa che dura tutta la notte in onore dei maghi di Fairy Tail. Il giorno seguente, Elsa decide che non devono accettare l'intera ricompensa stabilita, ma soltanto una sua parte: una chiave d'oro dello zodiaco. I ragazzi lasciano l'isola, mentre altrove Zalty riprende il suo vero aspetto — quello del membro del consiglio Urrutia — e contatta Sieglein per comunicargli il fallito recupero di Deliora. |                   |                  |
| 19 | L'incantesimo Changeling 「チェンジリング」 - Chienjiringu | 22 febbraio 2010  | 3 febbraio 2016  |
| 19 | La gilda Fairy Tail si trova in difficoltà quando si attiva una strana magia chiamata Changeling sulla loro bacheca delle richieste. Questa magia scambia la personalità e la magia di due persone da un corpo all'altro. Se non dovesse avvenire nuovamente lo scambio entro 30 minuti dall'attivazione della magia, questi diventerà definitivo. Si trovano quindi a dover cercare di disattivare la magia entro 30 minuti, con la sola Levy ad aiutare il gruppo. |                   |                  |
| 20 | L'origine di Happy 「ナツとドラゴンの卵」 - Natsu to Doragon no tamago | 1º marzo 2010     | 4 febbraio 2016  |
| 20 | In seguito ad un litigio tra Natsu e Happy, Lucy s'incontra con Mirajane e trova una foto, scattata 6 anni prima e raffigurante i membri di Fairy Tail all'epoca. Mirajane racconta a Lucy la storia legata alla foto, ovvero di come Natsu abbia incontrato Happy. Insieme alla sorellina di Mirajane, Lisanna, Natsu trovò un uovo e insieme decisero di accudirlo sino alla sua schiusa, credendo che fosse di un drago. Alla fine ne uscì un gatto alato azzurro e Natsu decise di chiamarlo Happy, data la felicità da lui portata nella gilda. Terminato il racconto, Mira lascia Lucy senza raccontarle chi sia Lisanna. |                   |                  |
| 21 | Phantom Lord 「幽鬼の支配者」 - Yūki no shihaisha | 8 marzo 2010      | 5 febbraio 2016  |
| 21 | Dopo aver fatto ritorno da un incarico, Natsu e gli altri trovano la sede della loro gilda distrutta. I responsabili sono membri della gilda Phantom Lord, acerrima rivale di Fairy Tail. La gilda decide di non prendere provvedimenti in un primo momento dato il divieto di scontro con altre gilde, ma dopo che Levy, Jet e Droy vengono attaccati e appesi ad un albero al parco di Magnolia, Makarov decide di dichiarare guerra a Phantom Lord. Mentre i suoi compagni iniziano l'attacco, Lucy viene rapita dagli Element Four di Phantom Lord. |                   |                  |
| 22 | Lucy Heartphilia 「ル ーシィ·ハートフィリア」 - Rūshi Hātofiria | 15 marzo 2010     | 8 febbraio 2016  |
| 22 | L'invasione di Fairy Tail nella sede di Phantom Lord continua. Makarov viene tuttavia neutralizzato, costringendo la gilda protagonista a battere in ritirata. Lucy è tenuta prigioniera dal master di Phantom Lord, Jose Porla, dal quale scopre che a ordire il rapimento è stato il padre per costringerla a fare ritorno a casa. La maga degli spiriti stellari riesce però a liberarsi e a scappare grazie all'intervento di Natsu. |                   |                  |
| 23 | Quindici minuti! 「15分」 - Jūgo-fun | 22 marzo 2010     | 9 febbraio 2016  |
| 23 | In seguito alla ritirata dal primo scontro con Phantom Lord, i membri di Fairy Tail cercano di pianificare un contrattacco fintanto che il loro master è sotto le cure di una sua amica, Porlyusica. Tuttavia, Phantom Lord decide di spostare il campo di battaglia alla sede di Fairy Tail, portando a Magnolia con la magia la loro sede della gilda trasformata in un robot gigante. Attacca quindi gli avversari con un potente attacco magico, il Jupiter, colpo al quale la gilda sopravvive grazie all'intervento di Elsa, che perde i sensi per l'enorme sforzo. I membri di Fairy Tail si trovano quindi a dover attaccare i loro avversari e a sconfiggerli entro 15 minuti, prima che possano nuovamente utilizzare Jupiter. |                   |                  |
| 24 | Per non vedere quelle lacrime 「その涙を見ない為に」 - Sono namida o minai tame ni | 29 marzo 2010     | 10 febbraio 2016 |
| 24 | Grazie a Natsu, Gray e Elfman, la disattivazione del cannone magico Jupiter riesce con successo. Tuttavia Phantom Lord minaccia Fairy Tail di utilizzare la magia proibita Abyss Break per annientarli. I tre maghi di Fairy Tail penetrano ulteriormente nella base nemica per neutralizzare la loro fonte di energia. Elfman si scontra quindi con il nemico Sol degli Element 4 e vedendo la sorella Mirajane catturata dal nemico — per evitare che Lucy tornasse in mano loro — decide di sfoderare la sua magia Take Over completa. |                   |                  |
| 25 | Fiori che sbocciano sotto la pioggia 「雨の中に咲く花」 - Ame no naka ni saku hana | 12 aprile 2010    | 11 febbraio 2016 |
| 25 | Mirajane trova un modo per fermare l'attivazione di Abyss Break da parte di Phantom Lord, ovvero la sconfitta dei loro membri più forti, gli Element 4. Elfman riesce a sconfiggere Sol, mentre Gray neutralizza Juvia. Data la precedente sconfitta di Totomaru a guardia del cannone per mano del trio di maghi di Fairy Tail, a rimanere in piedi pertanto è il solo Aria, il più forte dei quattro. Natsu s'imbatte in lui e inizia uno scontro tra i due maghi. |                   |                  |
| 26 | Scampato pericolo 「炎の翼」 - Honoo no tsubasa | 19 aprile 2010    | 12 febbraio 2016 |
| 26 | Lo scontro di Natsu e Aria viene interrotto dall'intervento di Elsa, la quale prende il posto di Natsu nonostante le ferite inflitte dall'attacco del cannone Jupiter e sconfigge l'avversario. Lucy viene rapita da Gajeel e riportata nella sede di Phantom Lord, mentre Jose Porla mette fuori combattimento Gray e Elfman, scontrandosi poi quindi con Elsa. Natsu trova Gajeel e ingaggia un duello contro di lui per salvare Lucy. |                   |                  |
| 27 | I due Dragon Slayer 「二人の滅竜魔導師」 - Futari no metsu ryuu madoushi | 26 aprile 2010    | 15 febbraio 2016 |
| 27 | I due dragon slayer si scontrano e Gajeel mette al tappeto il mago avversario. Tuttavia, quando il dragon slayer del ferro crede di aver vinto, Natsu recupera energia grazie a delle fiamme fornitegli dall'aiuto di Lucy. Ispirato dal desiderio di proteggere i suoi compagni di gilda, il dragon slayer del fuoco riprende lo scontro con Gajeel. |                   |                  |
| 28 | Fairy Law 「フェアリーロウ」 - FEARĪ RŌ | 3 maggio 2010     | 16 febbraio 2016 |
| 28 | Natsu riesce a sconfiggere Gajeel, mentre Makarov interviene sul campo di battaglia e neutralizza Jose Porla con una delle tre magie leggendarie di Fairy Tail, Fairy Law. La guerra tra le due gilde viene così dichiarata finita con la vittoria dei maghi di Fairy Tail. |                   |                  |
| 29 | Una scelta difficile 「あたしの決意」 - Atashi no ketsui | 10 maggio 2010    | 17 febbraio 2016 |
| 29 | Fairy Tail inizia la ricostruzione della propria sede dopo la fine della guerra. Lucy fa ritorno a casa dal padre, al quale comunica di aver trovato la propria strada come maga degli spiriti stellari e la propria volontà di essere parte della gilda Fairy Tail. |                   |                  |
| 30 | Next Generation 「次世代」 - Next Generation | 17 maggio 2010    | 18 febbraio 2016 |
| 30 | Il tribunale del Consiglio della magia decreta lo scioglimento di Phantom Lord e l'espulsione di Porla dai Dieci Maghi Sacri, reputando Fairy Tail innocente per quanto accaduto. Mentre continua la ricostruzione della gilda, Lucy in cerca di soldi per pagare il proprio affitto accetta insieme ai suoi amici su proposta di Elsa un incarico che li vedrà attori protagonisti di uno spettacolo teatrale. |                   |                  |
| 31 | Una stella che non può tornare in cielo 「空に戻れない星」 - Sora ni modorenai hoshi | 24 maggio 2010    | 19 febbraio 2016 |
| 31 | Mentre sono alle terme per riposarsi dopo un altro incarico, Lucy s'imbatte in Loki, il quale la rende perplessa e preoccupata dopo averle detto ironicamente che lui sta per morire e avendo appena saputo che ha lasciato la gilda. Con l'aiuto dello spirito Crux, scopre la vera identità del giovane mago, ovvero quella dello spirito stellare della costellazione del Leone, Leo. Lucy scopre anche che in passato il proprietario della chiave di Leo era una nota maga degli spiriti stellari, Karen Lilica, e che in seguito alla sua morte Leo non fu più in grado di fare ritorno al Mondo degli Spiriti Stellari. Dopo averlo ritrovato davanti alla tomba di Karen, Lucy si offre di aiutare Loki, ma questi la informa che non può perché in passato ruppe una delle regole fondamentali tra umani e spiriti uccidendo Karen. |                   |                  |
| 32 | Il re degli Spiriti Stellari 「星霊王」 - Seirei-ō | 31 maggio 2010    | 22 febbraio 2016 |
| 32 | Loki racconta a Lucy del suo passato con Karen Lilica e di come sia stato bandito dal Mondo degli Spiriti Stellari. Quando Loki inizia a sparire per il troppo tempo trascorsi nel mondo degli umani, Lucy cerca di difendere la sua innocenza, conducendo così il Re degli Spiriti Stellari al loro cospetto. Nel rispetto dell'amore provato dalla maga verso gli spiriti, il Re grazia Leo, rendendolo poi uno degli spiriti chiamabili da Lucy. In segno di gratitudine, Leo regala a Lucy e ai suoi amici dei biglietti per un resort hotel. |                   |                  |
| 33 | La Torre del Paradiso 「楽園の塔」 - Rakuen no tō | 7 giugno 2010     | 23 febbraio 2016 |
| 33 | Grazie al regalo di Leo, i protagonisti si recano in vacanza ad Akane Beach. Il divertimento viene interrotto dall'improvviso attacco dai maghi subalterni di Gerard Fernandes, i quali sconfiggono rapidamente il gruppo e rapiscono Happy. I quattro maghi sono vecchi amici di Elsa, la quale si vede costretta a seguirli per evitare che facessero ulteriore male ai suoi compagni di Fairy Tail. Grazie anche all'aiuto di Juvia, Lucy, Gray e Natsu si riprendono e inseguono i cattivi verso la Torre della Paradiso. |                   |                  |
| 34 | Gerard 「ジェラール」 - Jerāru | 21 giugno 2010    | 24 febbraio 2016 |
| 34 | Il team di Natsu giunge alla Torre del Paradiso, dove Elsa è tenuta prigioniera dai suoi ex amici, i quali erano suoi compagni schiavi durante la loro infanzia. Riunitasi con i suoi amici, Elsa racconta di come in passato insieme a Gerard e agli altri prigioniera fu tenuta schiava e costretta a lavorare alla costruzione della torre. Nel frattempo il Consiglio della magia identifica la magia proibita Sistema R sotto le sembianze della Torre del Paradiso: si dà quindi inizio ad una votazione per stabilire se distruggerla mediante l'uso del potente Etherion. |                   |                  |
| 35 | La voce del buio 「闇の声」 - Yami no koe | 28 giugno 2010    | 25 febbraio 2016 |
| 35 | Elsa prosegue il racconto del suo passato e di come, dopo essersi rivoltati contro i loro aguzzini, Gerard sia caduto preda di un'influenza malvagia e divenuto "cattivo". Nonostante la fuga di tutti i prigionieri, il giovane infatti decide di proseguire i lavori della Torre insieme ai propri amici. Lascia poi andar via Elsa, minacciando di uccidere gli altri nel caso in cui lei avrebbe raccontato della verità sulla Torre una volta libera. Terminato il racconto, il team di Natsu si allea con gli amici d'infanzia di Elsa e collaborano per sconfiggere Gerard. |                   |                  |
| 36 | Il gioco del Paradiso 「楽園ゲーム」 - Rakuen GĒMU | 5 luglio 2010     | 26 febbraio 2016 |
| 36 | Gerard dà inizio al gioco del Paradiso all'interno della Torre. Manda quindi i mercenari da lui assoldati di Trinity Raven a battersi contro l'alleanza dei protagonisti. Natsu e Shimon si scontrano con Civetta, mentre Lucy e Juvia se la vedono contro Vidaldus Taka. |                   |                  |
| 37 | L'armatura del cuore 「心の鎧」 - Kokoro no yoroi | 12 luglio 2010    | 29 febbraio 2016 |
| 37 | Lo scontro di Lucy e Juvia contro Vidaldus si complica: la maga d'acqua infatti finisce sotto il controllo del nemico. Nonostante questo, Lucy riesce a comunicare con lei e a liberarla, per poi sconfiggere insieme Taka mediante l'uso della magia cooperativa Unison Raid. Nel frattempo, Natsu si sta battendo con difficoltà contro Civetta. Lo scontro viene però interrotto dall'arrivo di Gray, che mette al tappeto Civetta. |                   |                  |
| 38 | DESTINO 「運命」 - DESUTINĪ | 19 luglio 2010    | 1º marzo 2016    |
| 38 | Mentre Etherion è pronto per essere utilizzato, Shô e Elsa incontrano Ikaruga di Trinity Raven e si scontrano con lei. Uscitane vittoriosa, Elsa raggiunge la cima della torre e si trova faccia a faccia con Gerard. |                   |                  |
| 39 | Gerard e Sieglein 「聖なる光に祈りを」 - Seinaru hikari ni inori | 26 luglio 2010    | 2 marzo 2016     |
| 39 | Gerard rivela ad Elsa di essersi infiltrato nel Consiglio sotto le spoglie di Sieglein per poter far lanciare Etherion sulla Torre e risvegliare così la sua vera forma: una Lacrima gigante che funge da contenitore per l'enorme potere magico necessario a far risvegliare il mago oscuro scomparso, Zeref, mediante il sacrificio di una vita umana da usare come catalizzatore. Proprio quando Elsa sta per soccombere al nemico, Natsu interviene e prende in mano le sorti della battaglia, decidendo di distruggere la Torre. |                   |                  |
| 40 | La caduta di Titania 「妖精女王、散る」 - Titania, chiru | 2 agosto 2010     | 3 marzo 2016     |
| 40 | Natsu continua a battersi contro Gerard, ma con grande difficoltà. Dopo un intervento provvidenziale di Shimon, che si sacrifica morendo per proteggere Elsa da una potente magia di Gerard, Natsu decide di divorare l'energia magica di Etherion e si risveglia così una modalità avanzata del Dragon Slayer, la Dragon Force. In questa forma, Natsu riesce a uscire vittorioso dallo scontro. Tuttavia la felicità finisce presto, in quanto Elsa decide di sacrificarsi per manipolare il potere di Etherion senza controllo e dar modo così ai propri amici di salvarsi. |                   |                  |
| 41 | Ritorno a casa 「HOME」 - HOME | 9 agosto 2010     | 4 marzo 2016     |
| 41 | Dopo aver creduto di essere morta vedendo in sogno il proprio funerale, Elsa si risveglia incredula tra le braccia di Natsu, che le intima di non riprovare più a fare una cosa del genere. I tre ex amici di Elsa decidono di partire per vedere il mondo ed Elsa li saluto insieme ai suoi compagni di gilda mediante la cerimonia d'addio di Fairy Tail. Il team di Natsu fa ritorno alla gilda e scopre che sia Juvia che Gajeel ne sono divenuti membri a tutti gli effetti. Tutti questi cambiamenti però non piacciono al membro di classe S Luxus, il quale decide di prendere con la forza il controllo della gilda. |                   |                  |
| 42 | La battaglia di Fairy Tail 「バトル ·オブ·フェアリーテイル」 - Batoru obu Fearī Teiru | 16 agosto 2010    | 7 marzo 2016     |
| 42 | A Magnolia inizia l'annuale Festival del raccolto. Fairy Tail celebra la manifestazione con un concorso di bellezza e magia dedicato alle maghe della gilda, il Miss Fairy Tail Contest. Il festival e il concorso procedono in mezzo alla baldoria creata dai membri della gilda, finché i maghi non vengono interrotti dall'arrivo di Luxus Dreyar e del Commando del Dio del fulmine. Due membri del Commando preparano al terreno a quella che Luxus definisce Battaglia di Fairy Tail: Evergreen pietrifica con la sua magia le ragazze partecipanti al concorso, mentre Fried piazza delle trappole sparse per la città di Magnolia. I membri di Fairy Tail si dovranno sfidare tra loro se incappano nelle trappole sparse per la città: colui che riuscirà ad emergere potrà far parte della nuova Fairy Tail di Luxus. |                   |                  |
| 43 | Lotta tra compagni 「友の為に友を打て」 - Tomo no tame ni tomo o ute | 23 agosto 2010    | 8 marzo 2016     |
| 43 | La battaglia di Fairy Tail prosegue e la maggior parte dei maghi viene sbaragliata dalla potenza del Commando del Dio del fulmine. Al contrario, Gajeel e Natsu sono bloccati nella sede della gilda, mentre Makarov è costretto a scegliere se dare più importanza alla propria carica di master o ai membri della propria gilda. Tuttavia, i due Dragon Slayer riescono a risvegliare Elsa, portandola quindi in gioco. Nel frattempo anche Mistgun giunge in città, entrando quindi nel gruppo dei partecipanti. |                   |                  |
| 44 | L'altare del tuono 「神鳴殿」 - Kaminari den | 30 agosto 2010    | 9 marzo 2016     |
| 44 | Elsa sconfigge Evergreen, liberando tutte le altre ragazze trasformate in pietra dalla sua magia. Luxus invece cambia le regole del gioco, mettendo a rischio anche le vite dei cittadini della città di Magnolia con l'attivazione della trappola magica chiamata "Altare del tuono". In seguito Lucy viene trovata da Bixlow e i due iniziano a battagliarsi. |                   |                  |
| 45 | Il risveglio del Satan Soul 「サタン降臨」 - Satan kōrin | 6 settembre 2010  | 10 marzo 2016    |
| 45 | Lucy, con l'aiuto di Leo/Loki, sconfigge Bixlow. Fried, dopo essersi scontrato con Kana, combatte e tortura Elfman davanti agli occhi di Mirajane. Vedendo il fratello in pericolo, Mirajane rilascia il suo potere magico dormiente scatenando la sua magia Satan Soul e sconfigge Fried. |                   |                  |
| 46 | Grande battaglia alla cattedrale di Caldia 「激突!カル ディア大聖堂」 - Gekitotsu! Karudia daiseidō | 13 settembre 2010 | 11 marzo 2016    |
| 46 | Il Commando del Dio del fulmine è al tappeto e Natsu, Elsa, Gajeel e Mistgun si dirigono alla cattedrale centrale di Magnolia dove si nasconde la causa di tutti gli scontri, Luxus. Natsu e Gajeel si battono con il mago del fulmine, mentre Mistgun si ritira dopo che il suo volto viene scoperto, rivelandosi identico a Gerard. Elsa lascia il campo per trovare un modo per distruggere l'Altare del tuono. |                   |                  |
| 47 | Triple Dragon 「トリプル ドラゴン」 - TORIPURU DORAGON | 20 settembre 2010 | 14 marzo 2016    |
| 47 | La battaglia finale contro Luxus prosegue. Natsu e Gajeel, i dragon slayer del fuoco e del ferro, fanno squadra per battere quello che si rivela essere un dragon slayer del fulmine, possessore di una forza mostruosa. Decide poi di utilizzare una delle magie più potenti di Fairy Tail, la Fairy Law, per distruggere la gilda e la città di Magnolia. |                   |                  |
| 48 | Phantasia 「幻想曲」 - FANTAJIA | 27 settembre 2010 | 15 marzo 2016    |
| 48 | Fairy Law si scatena, ma non sortisce alcun effetto né sui membri di Fairy Tail né sulla città, in quanto è una magia basata sui sentimenti dell'utilizzatore e che si scatena su coloro che considera veri nemici. Sconvolto, Luxus viene poi sconfitto da Natsu e Gajeel, mettendo fine alla battaglia di Fairy Tail. Makarov si vede costretto ad espellere dalla gilda Luxus per i crimini commessi, nonostante il pentimento suo e dei membri del commando. Il master gli fa però ricordare che tutti i maghi che ha ferito in precedenza si preoccupano ancora per lui e che continueranno a prendersi cura di lui nonostante tutto, perché rimane comunque parte della famiglia di Fairy Tail. La parata del festival del raccolto si tiene quindi senza intoppi, mentre altrove Urrutia riporta ad un certo Hades gli eventi della Torre del Paradiso, rivelando di esser stata lei a soggiogare Gerard otto anni prima. In una parte nascosta del mondo, il drago Grandine incontra il drago Igneel chiedendogli se possono fidarsi degli umani. |                   |                  |

## Pubblicazione

### Giappone
| Box Set       | Data             | Dischi | Episodi | Fonti  |
| ------------- | ---------------- | ------ | ------- | ------ |
| Fairy Tail 1  | 29 gennaio 2010  | 2      | 1-4     | [ 13 ] |
| Fairy Tail 2  | 26 febbraio 2010 | 2      | 5-8     | [ 14 ] |
| Fairy Tail 3  | 17 marzo 2010    | 2      | 9-12    | [ 15 ] |
| Fairy Tail 4  | 30 aprile 2010   | 2      | 13-16   | [ 16 ] |
| Fairy Tail 5  | 28 maggio 2010   | 2      | 17-20   | [ 17 ] |
| Fairy Tail 6  | 25 giugno 2010   | 2      | 21-24   | [ 18 ] |
| Fairy Tail 7  | 30 luglio 2010   | 2      | 25-28   | [ 19 ] |
| Fairy Tail 8  | 27 agosto 2010   | 2      | 29-32   | [ 20 ] |
| Fairy Tail 9  | 6 ottobre 2010   | 2      | 33-36   | [ 21 ] |
| Fairy Tail 10 | 3 novembre 2010  | 2      | 37-40   | [ 22 ] |
| Fairy Tail 11 | 1º dicembre 2010 | 2      | 41-44   | [ 23 ] |
| Fairy Tail 12 | 24 dicembre 2010 | 2      | 45-48   | [ 24 ] |